# Vasylkivska (stanice metra v Kyjevě)
Vasylkivska (ukrajinsky Васильківська, Vasylkivska) je stanice kyjevského metra na Obolonsko-Teremkivské lince.

## Charakteristika
Stanice je jednolodní mělkého typu, stanice je obložena béžovým mramorem a modrým smaltem. Na konci nástupiště se nachází schody a výtah vedoucí do vestibulu s pokladnou a následně na Vasylkivskou ulici.